# Јеванђеље
Јеванђеље или еванђеље (грч. εὐαγγέλιον [euangélion], хебр.  [besorot tovot] – „добра вест, блага вест“; стсл. благовѣствованиѥ) хришћански је религијски спис који описује живот и учење Исуса Христа.
Исусове речи до нас стижу преко хришћана који су живели у првом веку. У периоду раног хришћанства је настало на десетине еванђеља, која су углавном називана именима Христових апостола. Четири јеванђеља су ушла у канон Светог писма, док се сва остала сматрају неканонским односно апокрифним. Канонска еванђеља су писана анонимно и првобитно без наслова (најраније датира негде око 70. године), али бар од 2. века се повезују са одређеним личностима (Матејем, Марком, Јованом, Луком), чиме настају традиционални наслови.
Иако се у апокрифним еванђељима могу пронаћи неки подаци од користи историчарима при реконструисању Исусовог живота, ипак су четири канонска еванђеља главни извор података о Исусу. Сва четири еванђеља, која се сматрају канонским, акцентују Христову смрт и васкрсење, али укључују и његову поруку. Црква их традиционално сматра богонадахнутим и у целости истинитим. Насупрот томе, већина критичких проучавалаца сматра да еванђеља садрже само неке поуздане информације о историјском Исусу.

## Насловљавање еванђеља
Већина стручњака за Нови завет сматра да еванђеља у Новом завету, која су атрибуирана према Исусовим ученицима или следбеницима ученика, нису написали људи чија имена носе. Њихови аутори, односно приређивачи, насловљавали су еванђеља по апостолима који су проносили „добру вест“. Тако, на пример, наслов Еванђеље по Матеју није значио да се аутор или аутори потписују као Матеј, већ значи да је то еванђеље какво је подучавао Матеј, односно еванђеље према Матеју.
Исти обичај је примењиван и приликом насловљавања апокрифних еванђеља, па тако Еванђеље по Јуди није писао сам Јуда Искариотски, већ заједница која себе сматра чуварима његовог учења.

## Новозаветна или канонска јеванђеља
Почетком 5. века, Католичка црква, под папом Иноћентијем I, признала је библијски канон, претходно установљен на бројним регионалним саборима (синод у Риму 382, сабор у Хипону 393, и два Картагинска сабора 397. и 419). У њему су се нашла четири еванђеља:
- Јеванђеље по Матеју
- Јеванђеље по Марку
- Јеванђеље по Луки
- Јеванђеље по Јовану

### Ауторство
По хришћанском предању еванђеља су дела очевидаца, Исусових апостола: Матеја, Марка, Луке и Јована. Библијски критицизам одбацује традиционално приписивање и покушава да установи праве ауторе. Професор религијских студија Барт Ерман каже:
Еванђеља нису написана од очевидаца, који су били савременици догађаја о којима приповедају. Она су писана тридесет пет до шездесет пет година после Исусове смрти од стране људи који га нису познавали, нису видели ишта што је учинио нити чули ишта што је подучавао, људи који су говорили другачији језик од његовог и живели у другој земљи него он.
Данас се углавном сматра да су четири канонска еванђеља заснована на неким ранијим изворима. Прва три еванђеља, по Матеју, Марку и Луки, деле много заједничког материјала те су названа синоптичка еванђеља. Само једна четвртина Матијиног еванђеља, и око трећина Лукиног, представља јединствен материјал у односу на друга еванђеља. Многе научне хипотезе покушавају да објасне ову међузависност. Најчешће решење у савременим академским круговима је хипотеза двају извора, према којој су Марко и хипотетички други извор, назван Q документ (од немачке речи Quelle – „извор“), коришћени при изради Матеја и Луке. Претпоставља се да Q документ показује веће интересовање за историјског Исуса и углавном бележи Исусове изреке. Пошто еванђеља по Матеју и по Луки имају за основу еванђеље по Марку, онда постоји само један синоптички извор о Исусовом животу, а то је еванђеље по Марку.
Еванђеље по Јовану, које се значајно разликује од синоптичких јеванђеља, и садржи и елементе других традиција, научници сматрају делом више уредника (тзв. „Јоханинска заједница“); оно је састављено из више слојева, достижући коначну форму око 90–100. године.

### Датирање
Научници различито датирају настанак појединих еванђеља. За најстарије јеванђеље данас важи Јеванђеље по Марку. Иако не постоји консензус, оквирно датирање би било:
- Еванђеље по Марку: око 68–73,[14] или око 65–70[15]
- Еванђеље по Матеју: око 70–100,[14] или око 80–85.[15]
- Еванђеље по Луки: око 80–100, или око 80–85;[15] већина проучавалаца га датира негде око 85. године.[14]
- Еванђеље по Јовану: око 90–100,[15] или око 90–110,[16] Углавном се сматра да је писано у етапама, те нема један датум настанка.

Најстарији данас познати фрагмент је такозвани папирус п52, део Јеванђеља по Јовану (18, 31–33 и 18, 37–38), које се датира између 125. и 150. године, на грчком језику. Најстарија целовита јеванђеља налазимо у кодексу синајитикус и кодексу ватиканус из 4. века, оба написана на грчком језику.

## Неканонска или апокрифна јеванђеља
- Јеванђеље по Варнави
- Јеванђеље Истине
- Јеванђеље младенства
- Јеванђеље по Јуди
- Јеванђеље по Марији
- Јеванђеље по Томи
- Јеванђеље по Филипу

## Критичка анализа
Од краја 18. века, научници су покушавали да утврде критерије на основу којих би се могло тачно установити шта су праве Исусове речи. Мало је таквих општеприхватљивих критерија стварно понуђено, али један свакако јесте, а то је тзв. „критеријум неугодности“. Наиме, мала је вероватноћа да би хришћани измислили нешто неугодно о Исусу што би, самим тим, морали да објашњавају. По том критерију, најчвршћа чињеница о Христу јесте његово погубљење разапињањем на крст, јер је такав облик смртне казне био најсрамотнији у римско доба.
Критички проучаваоци углавном сматрају историјски аутентичним крштење Исуса, његову проповед и распеће, док различите наводе о рођењу, као и одређене детаље о распећу и ускрснућу, генерално сматрају неаутентичним. Већина научника се слаже да је Исус био Јеврејин, сматран учитељем и исцелитељем, крштен од Јована Крститеља, и разапет у Јерусалиму по наређењу римског префекта Јудеје Понтија Пилата, на основу оптужби за побуну против Царства.